# Loonbedrijf

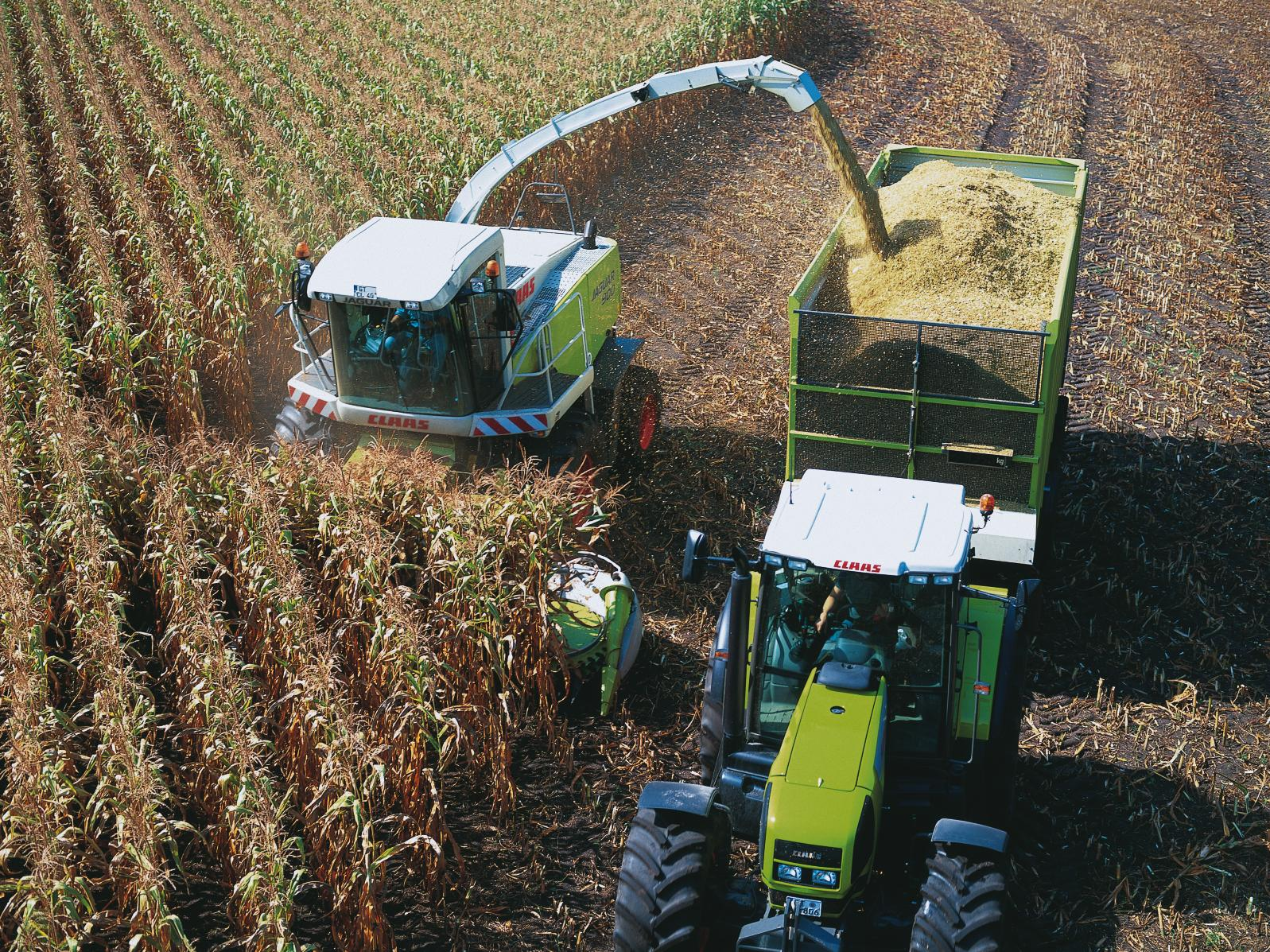
Loonwerker bezig met oogst snijmaïs

Een loonbedrijf of loonwerkbedrijf is een bedrijf dat loonwerk verricht, dat wil zeggen voor een opdrachtgever op contractbasis bepaalde werkzaamheden uitvoert. Het beschikt over gespecialiseerde machines en vakmensen die tegen betaling ter beschikking worden gesteld. 
Het verschil met een aannemersbedrijf is dat een aannemersbedrijf meestal een compleet project of een nauwomschreven deel van een project uitvoert, bijvoorbeeld het realiseren van een gebouw of een weg, terwijl een loonbedrijf zijn mensen en machines tegen een uurtarief beschikbaar stelt, waarbij er niet noodzakelijk een bepaald project behoeft te worden afgerond. 
Loonbedrijven werken meestal in de landbouw (met name in de akkerbouw en de tuinbouw) en daarnaast in het grondwerk in de grond-, weg- en waterbouw. Het kan ook gaan om industriële bewerkingen, zoals textielveredeling (wassen, bleken, verven, bedrukken) en verzinken. 
Loonwerkbedrijven hebben grote machines voor grondbewerking en oogst en beschikken over werknemers om ze te bedienen. Het gaat dan bijvoorbeeld om oogstmachines (combines en hakselaars), graafmachines, kranen en dergelijke. De machines worden met bezetting verhuurd om bepaalde werken uit te voeren; dit gebeurt meestal op basis van uur- of hectaretarief.
Loonbedrijven worden onder meer ingezet in drukke perioden, als de opdrachtgever te veel werk heeft om het zelf of met eigen personeel te doen. Vaak hoeft een boer ook zelf geen specialistische landbouwmachines aan te schaffen door gebruik te maken van de diensten van een loonbedrijf. Activiteiten die in de landbouw door loonbedrijven kunnen worden uitgevoerd zijn alle mogelijke gemechaniseerde activiteiten, bijvoorbeeld: bemesten, zaaien, uitplanten van pootgoed, het oogsten van gewassen, maaien, hakselen en dorsen.

## Geschiedenis
Eind 18e eeuw werd de dorsmachine uitgevonden, die voor akkerbouwers die graan verbouwden veel werk bespaarden, maar voor zelfstandige boerenbedrijven vaak te duur was om zelf te kopen, bedienen en onderhouden. Enerzijds gingen sommige mensen zich specialiseren in het bedienen van dorsmachines in betaalde opdrachten van meerdere akkerbouwbedrijven (en werden zo de eerste loonwerkers), terwijl graanhandelaren de dorsmachines ook gingen exploiteren. Andere agrarische werktuigen die in de 19e eeuw werden uitgevonden zijn de zweelmachine en de zaaimachine, die aanvankelijk door paarden worden getrokken, maar eind 19e eeuw werden de eerste tractors (trekkers) in Europa uitgevonden. Rond 1900 ontstonden in Nederland de eerste landbouwwerktuigverenigingen om samen gemechaniseerd agrarisch werk te organiseren, kennis uit te wisselen en verbeteringen te ontwikkelen. De Vereeniging van Loondorschers in Nederland, opgericht in 1930, is een voorloper van de huidige Vereniging Cumela Nederland.
Door de crisis van de jaren 1930 kwamen verschillende loonwerkers in de problemen door een gebrek aan opdrachten en stevige onderlinge concurrentie; ze besloten daarom steeds meer provinciale verenigingen op te richten om eerlijke prijsafspraken te maken, terwijl individuele loonwerkers volgens de landbouwcrisiswet van 1933 verplicht waren om lid te worden van zo een vereniging voor overheidssteun. Om in aanmerking te komen voor vergoedingen zoals bepaald in het crisisorganisatiebesluit, moesten deze verenigingen bovendien aansluiten bij een landelijke organisatie, waarvoor in 1936 de Bond van Landbouwwerktuigen Exploiterende Ondernemingen (Boval) werd opgericht.
Na de oorlog werd in 1948 het vakblad Het Loonbedrijf, in land- en tuinbouw opgericht, de voorloper van het huidige tijdschrift Grondig van Cumela Nederland. Dit viel samen met de wederopbouw, toen een tekort aan arbeiders in de land- en tuinbouw veelal werd opgelost door mechanisatie, waardoor veel nieuwe loonbedrijven ontstonden die behoefte hadden aan onderlinge samenwerking, kennisuitwisseling en belangenbehartiging. De Marshallhulp bood niet alleen financiële ondersteuning, maar ook de mogelijkheid tot het importeren van landbouwmachines uit Amerika om aan de vraag naar mechanisatie te voldoen. In dezelfde tijd was het loonwerkers niet langer wettelijk verplicht om lid te zijn van een werktuigvereniging, maar omdat de meeste individuele boeren dure machines nauwelijks konden betalen, werd er toch veel onderling samengewerkt om machines te delen of ontstonden er gespecialiseerde loonbedrijven aan wie boeren al het machinewerk konden uitbesteden.